# Solpugema stiloceras
Espèce
Synonymes
- Solpuga stiloceras Lawrence, 1929

Solpugema stiloceras est une espèce de solifuges de la famille des Solpugidae.

## Distribution
Cette espèce est endémique d'Afrique du Sud.

## Description
Le mâle mesure 23,2 mm et la femelle 20 mm.

## Publication originale
- Lawrence, 1929 : New South African Solifugae. Annals of the South African Museum, vol. 29, p. 153–179 (texte intégral).